# Línia 11 de Metrovalència
La línia 11 de Metrovalència és una futura línia de tramvia que divergirà de la línia 10 després de la parada de Ciutat Arts i Ciències-Justícia i és retrobarà amb ella i les línies 6 i 8 a l'Estació del Grau-Canyamelar.
La creació d'aquesta línia es va anunciar el 22 de febrer de 2021, junt amb l'ampliació de la línia 10.
Partirà de l'estació d'Alacant i circularà amb la línia 10 fins a la parada Ciutat Arts i Ciències-Justícia, a continuació divergirà a través del Pont l'Assut de l'Or cap al Carrer de Mallorca i Serradora, a partir d'on circularà en sentit d'anada per l'Avinguda del Port fins retrobar-se amb la línia 10 després de la seua ampliació i finalment acabarà a la parada de Neptú. El recorregut en direcció de tornada passarà pel carrer de Joan Verdaguer, per evitar conflictes amb el trànsit existent.